# 37582 Faraday
37582 Faraday este un asteroid din centura principală, descoperit pe 12 octombrie 1990, de Freimut Börngen și Lutz Schmadel.